# Ригби, Джон
Джон Франкленд Ригби (англ. John Frankland Rigby; 22 апреля 1933 — 29 декабря 2014) — английский математик и преподаватель Университетского колледжа Южного Уэльса в Кардиффе, когда он был в составе университета Уэльса, и его преемника Кардиффского университета. Работая в области геометрии, он стал авторитетом в области взаимосвязи математики и орнаментального искусства и был национальным секретарем британской математической ассоциации с 1989 по 1996 год.

## Юность
Уроженец Болтона (Графство Болтон), Ланкашир, ныне часть Большого Манчестера, был сыном Фреда Франкленда Ригби и Бесси М. Ходкинсон, которые поженились в Болтоне в 1931 году.
Получил образование в Манчестерской гимназии и Тринити-колледже Кембриджа, где после окончания бакалавриата сдал Трайпос по математике. Затем он остался в докторантуре. Его докторская диссертация, выполненная под руководством Филипа Холла (Philip Hall) и завершенная в 1958 году, называлась «Теория конечных линейных групп». После защиты диссертации устроился на работу в штаб правительственной связи (Government Communications Headquarters- GCHQ).

## Карьера
В 1959 году назначен на свою первую академическую работу в качестве преподавателя в школе математики Университетского колледжа Южного Уэльса в Кардиффе и оставался там до тех пор, пока не вышел на пенсию в 1996 году, и после этого, поскольку продолжал работать неполный рабочий день в течение нескольких лет. За свою карьеру написал много работ по евклидовой геометрии. Также был большим авторитетом в области взаимодействия математики и орнаментального искусства, особенно кельтского искусства и исламских геометрических узоров, и проявлял пристальный интерес к традиционной японской геометрии. Посетил университеты в нескольких зарубежных странах, — в Турции, Японии и Филиппинах, а также в Сингапуре и Канаде.
Читал лекции по комплексному анализу, рисуя сложные кривые и идеальные круги на доске, где он мог делать «великолепно точные диаграммы». он был активным членом математической Ассоциации Великобритании. В 1970-х годах стал президентом её Кардиффского филиала, а затем был национальным секретарем с 1989 по 1996 год, выступая на конференциях с докладами о своей работе. Регулярно предлагал решения проблем, поднятых в Mathematical Gazette, и его исследовательские работы «отличались точностью, лаконичным стилем и отсутствием жаргона».

Конфигурация Грюнбаума — Ригби

Совместно с Бранко Грюнбаума предложил конфигурацию Грюнбаума-Ригби и Росс Хонсбергер назвал точку в теореме Ригби точкой Ригби.. Адриан Олднау (Adrian Oldknow) в честь него назвал внутренние и внешние точки Ригби в связи с треугольниками Содди, причем точки Ригби лежат на линии Содди.
Выйдя на пенсию, Ригби начал страдать болезнью Паркинсона. Вместе со своим другом Джеймсом Виголдом он возглавил математический клуб Кардиффского университета для шестого класса, привлекая студентов из Кардиффской средней школы, соборной школы Лландаффа (Llandaff), школы Хауэлла из Лландаффа и школ в Монмуте. Те, кто посещал собрания клуба, могли предложить решения проблем, которые нельзя было решить, но Ригби «давал гораздо более изящные решения, вызывая восхищенные вздохи у аудитории».

## Личная жизнь
Ригби пел в хоре Кафедрального собора Лландаффа, а также писал для него музыку. Из своего математического интереса к искусству он продолжал создавать свои собственные узоры и узоры, которые он превратил в рождественские открытки, а некоторые были вышиты для собора пуфы. Он принадлежал к обществу народных танцев и наслаждался прогулками по Соединенному Королевству, по Озерному краю и по другим местам.
Ригби умер 29 декабря 2014 года в Кардиффе в возрасте 81 года в университетской больнице Уэльса. Барри Морган, архиепископ Уэльский и декан Кардиффа были служителями на его заупокойной службе в Кафедральном соборе Лландаффа 13 января 2015 года.

## Избранные работы
- J. F. Rigby, «A Concentrated Dose of Old-Fashioned Geometry» in Mathematical Gazette[англ.] 57, 402 (December 1973) 296—298
- J. F. Rigby, «On the Money-Coutts Configuration of Nine Anti-Tangent Cycles» in Proceedings of the London Mathematical Society, 43 (Series 3), 1 (July 1981) 110—132, here
- J. F. Rigby, «The geometry of cycles, and generalized Laguerre inversion» in C. Davis, B. Grünbaum, F. A. Sherk, The Coxeter Festschrift (Berlin: Springer, 1981), 355—378
- J. F. Rigby, «The three circle theorem» in Mathematics Magazine 55 (1982), 312
- John Rigby, "Napoleon revisited, " in Journal of Geometry 33 (1988), 126—146
- Branko Grünbaum, J. F. Rigby, «The real configuration (214)» in Journal of the London Mathematical Society 41 (Series 2) (1990), 336—346, here
- John F. Rigby, «Tritangent centres, Pascal’s theorem and Thebault’s problem» in Journal of Geometry (November 1995) 54:134 here
- John F. Rigby, «Brief notes on some forgotten geometrical theorems» in Mathematics and Informatics Quarterly 7 (1997) 156—158
- J. F. Rigby, «Precise Colourings of Regular Triangular Tilings» in The Mathematical Intelligencer (1998) 20:4 here